# جیلیان روز رید
جیلیان روز رید (انگلیسی: Jillian Rose Reed؛ زادهٔ ۲۰ دسامبر ۱۹۹۱) یک هنرپیشه اهل ایالات متحده آمریکا است.
- جایزه هنرمند جوان (۲۰۱۲)

## بخشی از فیلمشناسی
از فیلم‌ها یا برنامه‌های تلویزیونی که وی در آن نقش داشته‌است می‌توان به آثار زیر اشاره کرد.
- علف (مجموعه تلویزیونی) (۲۰۰۸–۲۰۰۹)
- اجتماع (مجموعه تلویزیونی) (۲۰۱۰)
- جسی (مجموعه تلویزیونی) (۲۰۱۴)